# أرتي ماثيوز
أرتي ماثيوز (بالإنجليزية: Artie Matthews) هو عازف بيانو وملحن وكاتب أغاني أمريكي، ولد في 15 نوفمبر 1888 في Braidwood, New South Wales ‏ في أستراليا، وتوفي في 25 أكتوبر 1958 في سينسيناتي في الولايات المتحدة.

## وصلات خارجية
- أرتي ماثيوز على موقع ميوزك برينز (الإنجليزية)
- أرتي ماثيوز على موقع قاعدة بيانات برودواي على الإنترنت (الإنجليزية)
- أرتي ماثيوز على موقع ديسكوغز (الإنجليزية)